# Under Pressure
«Under Pressure» (с англ. — «Под давлением») — совместная песня группы Queen и Дэвида Боуи.

## История создания
Как сообщил Роджер Тейлор в одном из своих интервью в 1984 году, песню написал Фредди Меркьюри, а Боуи предложил свои усовершенствования в музыкальном плане, придумав знаменитый басовый проигрыш.
Вот что говорил в свою очередь Меркьюри (интервью для BBC Radio 1, 1985 год):
 Ничего не было запланировано. Он [Дэвид Боуи] случайно оказался в городе [Монтрё] и заглянул к нам в студию… Мы начали с того, что дурачились с парой его и наших песен… у нас было несколько бутылок вина, и в этой тёплой атмосфере решили, почему бы нам не попробовать что-нибудь совершенно новое? Так и получилась «Under Pressure». Я помню, как Дэвид посреди работы вставил: «Господи, эта вещичка раскололась, давайте ею займёмся!» Внезапно эта идея стала стоящим проектом. Мы сошлись на том, что лучше этим заняться, пока есть настроение, ведь если мы бросим всё и вернёмся в студию на следующий день, мы наверняка пойдём уже разными путями, не думая о главном. Итак, мы остались, и фактически это была 24-часовая сессия. Мы продолжали, пока не были преодолены все затруднения, связанные с написанием песни. И когда мы были твёрдо уверены, что всё в порядке, мы доработали её на следующий день.

## Выпуск и влияние
Сингл был выпущен 26 октября 1981 года и имел огромный успех, попав на первое место в британских чартах.
Клип к песне не был снят, так как в то время Боуи был занят, и Дэвид Маллет — режиссёр, снявший много видеоклипов как для Боуи, так и для Queen — сделал для этой песни видеонарезку, составленную из чёрно-белых кадров старых фильмов и цветной хроники, объединённых «темой давления».
Песня никогда не исполнялась совместно на концертах, даже на Live Aid, участниками которого были Queen и Боуи. Песня вошла в трек-лист концертных туров Queen сразу же после выхода в 1981 году, а в трек-лист туров Боуи — только в 1996 году.
20 апреля 1992 года, на концерте, посвящённом памяти Фредди Меркьюри, Дэвид Боуи исполнил эту песню вместе с Энни Леннокс под аккомпанемент оставшихся участников Queen.
В 2000 году в результате опроса, в котором приняло участие свыше 190 тысяч человек, песня «Under Pressure» заняла десятое место в списке лучших песен тысячелетия.

## Under Pressure (Rah Mix)
В 1999 году, в рамках промокампании альбома Greatest Hits III вышел сингл с ремиксом «Under Pressure». В создании этого ремикса участвовали Брайан и Роджер.
В Rah Mix включены дополнительные вокальные партии Меркьюри и Боуи, этот микс более «скоростной» по сравнению с оригинальной версией.
На CD-сингле также вышли два других ремикса: «Mike Spencer Mix» и «Knebworth Mix».
На стороне «Б» этого сингла были записаны «Thank God It’s Christmas» и «Bohemian Rhapsody», вышедшая под заглавием «The Song of the Millenium/Bohemian Rhapsody» так как была признана «песней тысячелетия».
На другом[каком?] CD-сингле «Rah Mix» вышел с песней «The Show Must Go On» в исполнении Элтона Джона на второй стороне «А».
Также вышел промосингл, на котором, помимо «Rah Mix», был записан так называемый «Club 2000 Mix». Это ремикс Rah Mix’а с альтернативными инструментальными партиями. В 1999 году специально для сборника Greatest Hits III на ремикс был сделан видеоклип, состоящий из кадров студийной работы группы, репетиции Боуи перед концертом памяти Меркьюри, концерта группы на стадионе Уэмбли и концерта памяти Фредди Меркьюри.

## Feel Like
Песня «Feel Like» — предшественник «Under Pressure». Она была написана в 1981 году и планировалась к выходу в альбоме Hot Space, но была заменена на «Under Pressure». Неизвестен автор песни, возможно, что она была написана группой совместно.
В песне отсутствует известная бас-линия, но имеются похожие партии ударных и гитары. Также, сильно отличаются смысл песни и манера исполнения.
Существуют три различных версии: две длиной 4:58 (одна из них высокого качества, а другая — низкого) и одна длиной 4:48 (отличается хорошим качеством, ускоренным темпом и слегка приглушенным исполнением). Однако, весьма вероятно, что все три записи являются версиями одной и той же песни.

## Кавер-версии
После разрушительного цунами в Юго-Восточной Азии песня была перезаписана двумя известными группами: My Chemical Romance и The Used — и выпущена как отдельный сингл, деньги от продажи которого пошли на помощь пострадавшим от катастрофы. Партии Дэвида Боуи поёт Берт МакКрэкен, а партии Фредди Меркьюри — Джерард Уэй.
В 1990 году рэпер Vanilla Ice использовал семпл этой песни для собственной песни «Ice Ice Baby».